# بیزن، اوکایاما
بیزن در استان اوکایاما در کشور ژاپن واقع شده است  که دارای جمعیت ۳۹٬۱۱۷ نفر و مساحت ۲۵۸٫۲۳ کیلومتر مربع با تراکم جمعیت 151  نفر در کیلومترمربع است و در تاریخ ۱ آوریل ۱۹۷۱ به عنوان شهر شناخته شد.